# Agrotis forasmicans
Agrotis forasmicans là một loài bướm đêm trong họ Noctuidae.